# كوري برناردي
كوري برناردي (بالإنجليزية: Cory Bernardi)‏ هو مستشار مالي ومدير الفندق وسياسي أيرلندي وأسترالي، ولد في 6 نوفمبر 1969 في أديلايد في أستراليا. نشط حزبياً في الحزب الليبرالي الأسترالي (2006 – 2006) (7 فبراير 2017 – 7 فبراير 2017) (2006 – 2006). في 2007 Australian federal election ‏، انتخب عضو مجلس الشيوخ الأسترالي ‏ عن دائرة جنوب أستراليا ‏ وقد انضم خلال فترته النيابية (4 مايو 2006 – ) للكتلة البرلمانية حزب المحافظين الأستراليين.

## وصلات خارجية
- الموقع الرسمي
- كوري برناردي على موقع الاتحاد الدولي للتجديف (الإنجليزية)